# Lätt tungvikt i grekisk-romersk stil i brottning vid olympiska sommarspelen 1996
Herrarnas brottningsturnering i grekisk romersk stil i viktklassen lätt tungvikt vid olympiska sommarspelen 1996 avgjordes i Atlanta i Georgia World Congress Center. 

## Medaljörer
| Klass         | Guld                         | Silver                 | Brons                    |
| Lätt tungvikt | Vjatjeslav Olejnyk · Ukraina | Jacek Fafiński · Polen | Maik Bullmann · Tyskland |

## Resultat
Guld- och silvermedaljörerna korades genom en klassisk turnering där vinnaren i finalen erhöll guld, och förloraren silver. Förlorarna från omgång ett fram till semifinalen fick återkvala och vinnaren fick till slut brons.
- PA — Vinst genom att motståndaren skadats

### Huvudtabell

#### Runda 1
| Brottare 1                | Poäng  | Brottare 2                     |
| ------------------------- | ------ | ------------------------------ |
| Ueon Jin-Han (KOR)        | 1 - 2  | Reynaldo Peña (CUB)            |
| Hakkı Başar (TUR)         | 6 - 1  | Gogi Koguashvili (RUS)         |
| Goran Kasum (YUG)         | 3 - 0  | Doug Cox (CAN)                 |
| Vjatjeslav Olejnyk (UKR)  | 12 - 0 | Fahrudin Hodžić (BIH)          |
| Harri Koskela (FIN)       | 0 - 7  | Sergey Matviyenko (KAZ)        |
| Aleksandr Sidorenko (BLR) | 3 - 0  | Derrick Waldroup (USA)         |
| Maik Bullmann (GER)       | 3 - 0  | Moustafa Ramadan Hussein (EGY) |
| Jacek Fafiński (POL)      | TO     | Abdelaziz Essafoui (MAR)       |
| Marek Švec (CZE)          | 1 - 3  | Rozy Redzjepov (TKM)           |
| Lucio Vásquez (PER)       | 0 - 10 | Iordanis Konstantinidis (GRE)  |
| Tsolak Jeghisjjan (ARM)   | 5 - 1  | Nándor Gelénesi (HUN)          |
| Hristo Dimitrov (BUL)     |        | Bye                            |

#### Åttondelsfinaler
| Brottare 1                    | Poäng  | Brottare 2              |
| ----------------------------- | ------ | ----------------------- |
| Hristo Dimitrov (BUL)         | 3 - 0  | Reynaldo Peña (CUB)     |
| Hakkı Başar (TUR)             | 3 - 0  | Goran Kasum (YUG)       |
| Vjatjeslav Olejnyk (UKR)      | 4 - 1  | Sergey Matviyenko (KAZ) |
| Aleksandr Sidorenko (BLR)     | 0 - 1  | Maik Bullmann (GER)     |
| Jacek Fafiński (POL)          | 12 - 2 | Rozy Redzhepov (TKM)    |
| Iordanis Konstantinidis (GRE) | 12 - 0 | Tsolak Yeghishyan (ARM) |

#### Kvartsfinaler
| Brottare 1                    | Poäng | Brottare 2          |
| ----------------------------- | ----- | ------------------- |
| Hristo Dimitrov (BUL)         | 3 - 5 | Hakkı Başar (TUR)   |
| Vjatjeslav Olejnyk (UKR)      | 4 - 2 | Maik Bullmann (GER) |
| Jacek Fafiński (POL)          |       | Bye                 |
| Iordanis Konstantinidis (GRE) |       | Bye                 |

#### Semifinaler
| Brottare 1           | Poäng | Brottare 2                    |
| -------------------- | ----- | ----------------------------- |
| Hakkı Başar (TUR)    | 0 - 3 | Vjatjeslav Olejnyk (UKR)      |
| Jacek Fafiński (POL) | 6 - 0 | Iordanis Konstantinidis (GRE) |

#### Final
| Brottare 1               | Poäng | Brottare 2           |
| ------------------------ | ----- | -------------------- |
| Vjatjeslav Olejnyk (UKR) | 6 - 0 | Jacek Fafiński (POL) |

### Återkval

#### Omgång 2
| Brottare 1                     | Poäng  | Brottare 2               |
| ------------------------------ | ------ | ------------------------ |
| Ueon Jin-Han (KOR)             | 0 - 4  | Gogi Koguasjvili (RUS)   |
| Doug Cox (CAN)                 | 2 - 5  | Fahrudin Hodžić (BIH)    |
| Harri Koskela (FIN)            | 1 - 11 | Derrick Waldroup (USA)   |
| Moustafa Ramadan Hussein (EGY) | 4 - 0  | Abdelaziz Essafoui (MAR) |
| Marek Švec (CZE)               | 10 - 0 | Lucio Vásquez (PER)      |
| Nándor Gelénesi (HUN)          |        | Bye                      |

#### Omgång 3
| Brottare 1                     | Poäng  | Brottare 2                |
| ------------------------------ | ------ | ------------------------- |
| Nándor Gelénesi (HUN)          | 2 - 1  | Gogi Koguashvili (RUS)    |
| Fahrudin Hodžić (BIH)          | 0 - 12 | Derrick Waldroup (USA)    |
| Moustafa Ramadan Hussein (EGY) | 4 - 8  | Marek Švec (CZE)          |
| Reynaldo Peña (CUB)            | 3 - 0  | Goran Kasum (YUG)         |
| Sergej Matvijenko (KAZ)        | 1 - 1  | Aleksandr Sidorenko (BLR) |
| Rozy Redzjepov (TKM)           | 2 - 5  | Tsolak Jeghisjjan (ARM)   |

#### Omgång 4
| Brottare 1                | Poäng  | Brottare 2              |
| ------------------------- | ------ | ----------------------- |
| Nándor Gelénesi (HUN)     | 0 - 6  | Derrick Waldroup (USA)  |
| Marek Švec (CZE)          | 4 - 2  | Reynaldo Peña (CUB)     |
| Aleksandr Sidorenko (BLR) | 3 - 1  | Tsolak Yeghishyan (ARM) |
| Hristo Dimitrov (BUL)     | 0 - 11 | Maik Bullmann (GER)     |

#### Omgång 5
| Brottare 1             | Poäng | Brottare 2                |
| ---------------------- | ----- | ------------------------- |
| Derrick Waldroup (USA) | 0 - 4 | Maik Bullmann (GER)       |
| Marek Švec (CZE)       | 1 - 3 | Aleksandr Sidorenko (BLR) |

#### Omgång 6
| Brottare 1                | Poäng | Brottare 2                    |
| ------------------------- | ----- | ----------------------------- |
| Hakkı Başar (TUR)         | TO    | Maik Bullmann (GER)           |
| Aleksandr Sidorenko (BLR) | 5 - 0 | Iordanis Konstantinidis (GRE) |

#### Bronsmatch
| Brottare 1          | Poäng | Brottare 2                |
| ------------------- | ----- | ------------------------- |
| Maik Bullmann (GER) | 2 - 0 | Aleksandr Sidorenko (BLR) |